# دوغ داي
دوغ داي (1970 - ) (بالإنجليزية: Doug Day)‏ هو مدرب كرة سلة ولاعب كرة سلة أمريكي في مركز مدافع مسدد الهدف.

## وصلات خارجية
- دوغ داي على موقع كلية كرة السلة في سبورتس رفرنس.كوم (الإنجليزية)